# Пастернак, Евгения Владимировна
Евге́ния Влади́мировна Пастерна́к (в девичестве — Лурье́; 16 (28) декабря 1898, Могилёв — 10 июля 1965, Москва) — советская художница, первая жена поэта Бориса Пастернака, мать его старшего сына — литературоведа Евгения Пастернака.

## Биография
Родилась в Могилёве, была одной из четверых детей в семье владельца писчебумажного магазина Владимира Александровича (Бениамина-Вульфа Несанеловича) Лурье (1865—1943) и Хаи (Александры Николаевны) Лурье (1870—1928). У неё были сёстры Анна (в замужестве Минц; 1894—1957) и Гита (1897—1975), брат Семён (1895—1960). Окончила частную гимназию там же в 1916 году, в следующем году сдала экзамены за курс казённой гимназии с золотой медалью и вместе со своей двоюродной сестрой Софьей Лурье уехала в Москву, где поступила на математическое отделение Высших женских курсов на Девичьем Поле. В 1918 году заболела туберкулёзом и вернулась в Могилёв, затем вместе со своей кузиной Соней Мейльман уехала на лечение в Крым. В 1919 году вся семья переехала в Петроград, где (с помощью мужа своей старшей сестры Абрама Минца) она устроилась курьером в Смольный.
После переезда в Москву поступила в училище ваяния и зодчества в мастерскую Штернберга и Кончаловского. 24 января 1922 года вышла замуж за Бориса Пастернака. В 1931 году для лечения туберкулёза уехала в Германию. В том же году этот брак распался.
В годы Великой Отечественной войны (с 6 августа 1941 года) — с сыном в эвакуации в Ташкенте.

## Семья
- Сыном её двоюродного брата, организатора библиотечного дела Александра Эммануиловича Рогинского, был художник Михаил Рогинский[5][6]; сыном другого двоюродного брата — антрополог Яков Рогинский.
- Двоюродный брат — Зиновий Давыдович Лурье (1887—1938), фтизиатр и учёный-медик, заведующий хирургическим отделением Центрального института туберкулёза.

## Публикации
- Леонид Осипович Пастернак. Евгения Владимировна Пастернак: Живопись. Графика: Из собрания семьи художников: Каталог выставки живописи. — М.: РГГУ, 1998. — 28 с.